# 益丰大药房
益丰大药房简称益丰药房（上交所：603939），2001年6月在湖南省长沙市成立，总部在长沙市岳麓区金洲大道68号，是一家大型药品零售连锁上市企业。

## 历史
益丰大药房发端于湖南省常德市。2004年10月，上海益丰大药房连锁有限公司成立。2006年5月，江苏益丰大药房连锁有限公司成立。2008年10月，江西益丰大药房连锁有限公司成立。2014年12月3日，益丰大药房连锁股份有限公司、浙江永艺家具股份有限公司和上海晨光文具股份有限公司首发申请获得中国证监会的批准。2015年2月17日，益丰大药房在上海证券交易所正式挂牌上市，发行价19.47元。

## 同类企业
- 老百姓大药房、一心堂、大参林